# Dänningelanda socken
Dänningelanda socken i Småland ingick i Kinnevalds härad i Värend, ingår sedan 1971 i Växjö kommun och motsvarar från 2016 Dänningelanda distrikt i Kronobergs län.
Socknens areal är 18,69 kvadratkilometer, varav land 17,83. År 2000 fanns här 215 invånare. Sockenkyrka är sedan 1879 Vederslövs kyrka i den socknen. 

## Administrativ historik
Dänningelanda socken har medeltida ursprung.
Vid kommunreformen 1862 övergick socknens ansvar för de kyrkliga frågorna till Dänningelanda församling och för de borgerliga frågorna till Dänningelanda landskommun.  Denna senare inkorporerades 1952 i Mellersta Kinnevalds landskommun som sedan 1971 uppgick i Växjö kommun. Församlingen uppgick 2002 i Vederslöv-Dänningelanda församling från 2015 benämnd Vederslövs församling.
Den 1 januari 2016 inrättades distriktet Dänningelanda, med samma omfattning som församlingen hade 1999/2000.  
Socknen har tillhört samma fögderier och domsagor som Kinnevalds härad. De indelta soldaterna tillhörde Kronobergs regemente, Kinnevalds kompani.

## Geografi
Dänningelanda socken är svagt kuperad med både skogsbygd och odlingsbygd.

## Fornminnen
Några hällkistor, några gravrösen från bronsåldern, en med en hällristning, samt tre mindre järnåldersgravfält finns här. En runristning finns här också. Den tidigare sockenkyrkan av trä från 1751 revs 1881.

## Namnet
Namnet (1498 Dänningaland), taget från kyrkbyn, innehåller troligen ett förled dan menande sänka och ett efterled land, åker.